# Bramley (West Yorkshire)

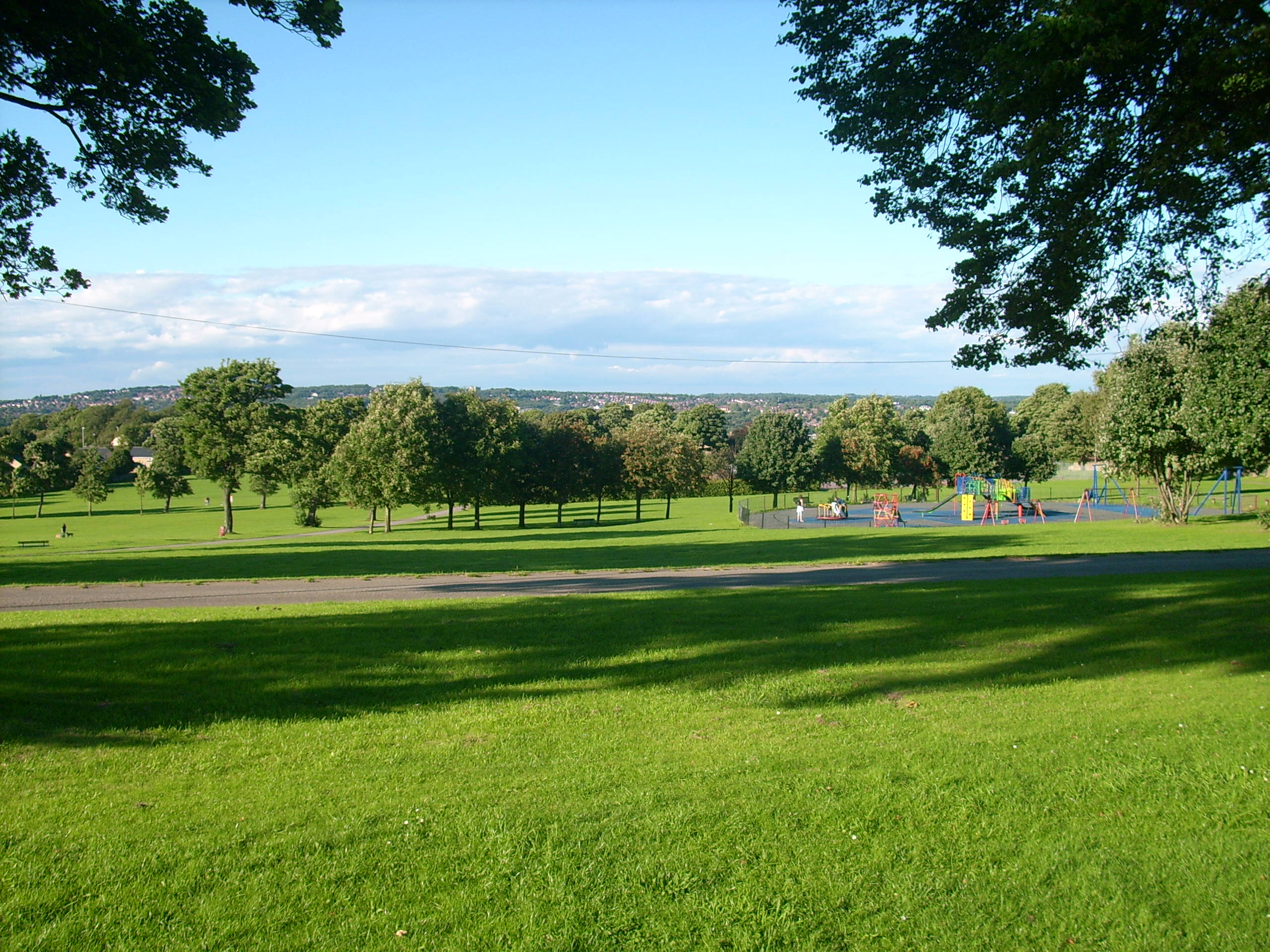
Parco di Bramley

Bramley è un sobborgo di Leeds, West Yorkshire, Inghilterra. La zona è una miscela di architettura di diverse epoche. Nel 1960 il centro storico è stato demolito e sostituito con un moderno centro commerciale.  La zona è vicino alla Armley.